# Magnus Krepper
Rolf Magnus Krepper (Norrköping, 10 gennaio 1967) è un attore svedese.

## Filmografia parziale
- La ragazza che giocava con il fuoco (Flickan som lekte med elden), regia di Daniel Alfredson (2009)
- La regina dei castelli di carta (Luftslottet som sprängdes), regia di Daniel Alfredson (2009)
- Dronningen, regia di May el-Toukhy (2019)
- La terra promessa (Bastarden), regia di Nikolaj Arcel (2023)

## Premi
- Guldbagge
  - 2006: "Premio Guldbagge per il miglior attore non protagonista"